# 咏蚜属
咏蚜属（学名：Hysteroneura）为蚜科的一个属。

## 物种
本属包括以下物种：
- 無肘詠蚜 Hysteroneura setariae (C.Thomas, 1878)[1]